# Giuseppe Perletto
Giuseppe Perletto (n. Dolcedo, Italia, 2 de mayo de 1948) es un ciclista italiano, profesional entre 1972 y 1979.

## Palmarés
1974
- À travers Lausanne[1]
- Decimocuarta etapa del Giro de Italia[2]

1975
- Giro de Reggio Calabria[2]

1976
- 1 etapa en la Tirreno-Adriático

1977
- 1 etapa en la Vuelta a España
- 1 etapa en la Volta a Cataluña
- Decimoséptima etapa del Giro de Italia[3]

1978
- Decimoctava etapa del Giro de Italia[4]
- Giro de Toscana